# Culebra-átvágás
A Culebra-átvágás (spanyolul: Corte Culebra, 2000 előtt: Gaillard-átvágás) egy mesterséges csatornameder Panamában, a Panama-csatorna része.

## Története
Miután a 19. század második felében komolyan felvetődött egy, a két óceánt összekötő csatorna megépítése, Ferdinand de Lesseps 1879-ben megszervezte az Általános Óceánközi Csatornaépítő Társaságot. A legnagyobb kihívást a Culebra-hegység átvágása jelentette. A csatornaépítési munkálatoknak 1882-ben láttak neki, és bár 1889-re tervezték befejezni, lassan haladtak és (korrupciós ügyek, a fogalommá vált „panamázás” miatt) a pénz is elfogyott, így 1887-ben a kezdeti 300 millió frankon (ennyi volt a társaság alaptőkéje) felül újabb 600 milliót akartak felvenni, ám a bizalmatlanná vált közösség csak 223 milliót jegyzett. 1889-ben a bíróság elrendelte a társaság felszámolását.
Az építkezés sokáig szünetelt, majd az Amerikai Egyesült Államok indította újra: megalapították a Csatorna Bizottságot, az időközben Kolumbiától függetlenné vált Panamával 1903-ban megkötötték a Hay–Bunau-Varilla-egyezményt, amelynek értelmében az építendő csatorna és annak néhány kilométeres sávja amerikai fennhatóság alá tartozóvá vált. 1905-ben új vonalvezetést tűztek ki a csatorna számára, ám ekkor még az sem volt eldöntve, hogy az építmény végig a tenger szintjén haladjon majd, vagy zsilipek segítségével úgy oldják meg, hogy magasabban. 1904-ben John Wallace, egy évvel későbbi lemondása után John Frank Stevens, ennek 1907-es lemondása után pedig George Washington Goethals lett a tervezés főmérnöke, a Culebra-hegység átvágását pedig David Gaillard hadmérnök vezette. Róla nevezték el az elkészült medret Gaillard-átvágásnak, ám ezt a nevet csak 2000-ig viselte, azóta Culebra-átvágás. A franciák csak keveset (kis mélységű és keskeny részt) vájtak ki a földből, így még a munka nagyobb része hátra volt. Az amerikaiak dinamitot és gőzexkavátorokat is alkalmaztak, a kitermelt anyagot vagonok (többségük 14,5 m³ kapacitású) százai szállították el. A lerakodásnál háromtonnás Lidgerwood típusú gépek működtek: ezek egy 20 vagonból álló vonatot akár 10 perc alatt is képesek voltak kiüríteni. A kitermelt anyag egy részét a Csendes-óceánba öntötték mintegy 2 millió m²-es területen, így jött létre az a hely, ahol ma Panamaváros délnyugati része: Balboa és az Amador-erdő felépült. Más részét a őserdőben rakták le, illetve felhasználták a zsilipek építésénél.
Az építkezésen mintegy 6000 munkás dolgozott, többségük a karibi térségből, valamint Olaszországból és Spanyolországból érkezett. Az agyagos térszíneken bekövetkezett csuszamlások most is nehezítették az építkezést (heves esőzések után 1907. október 4-től kezdve például több napon át közel 400 000 m³ föld omlott be), végül az eredetileg tervezettnél 23 millió m³-rel több, 76 millió m³ anyagot kellett kitermelni, mire elkészült az átvágás. Bár 1913 szeptemberére elkészültek a száraz munkálatok, a mederbe újabb 1,5 m³-nyi anyag omlott be. Ezt azonban már csak a vízzel történő elárasztás után, kotrással termelték ki. Az elárasztásra 1913. október 10-én került sor: ekkor robbantották fel az átvágás északnyugati végén található gátat, amely a Gatún-tó vizét választotta el a kiásott medertől.

## Leírás
A körülbelül 13 km hosszú átvágás a Panama-csatorna hajózási útvonalának déli (délkeleti) részét alkotja, a Pedro Miguel-zsiliptől a Gatún-tóig (Gamboa településig) tart. Vízszintje 26 méterrel van az óceánok vízszintje felett. 2004 óta fölötte ível át a Centenáriumi híd, a pánamerikai főútvonal része.

## Képek

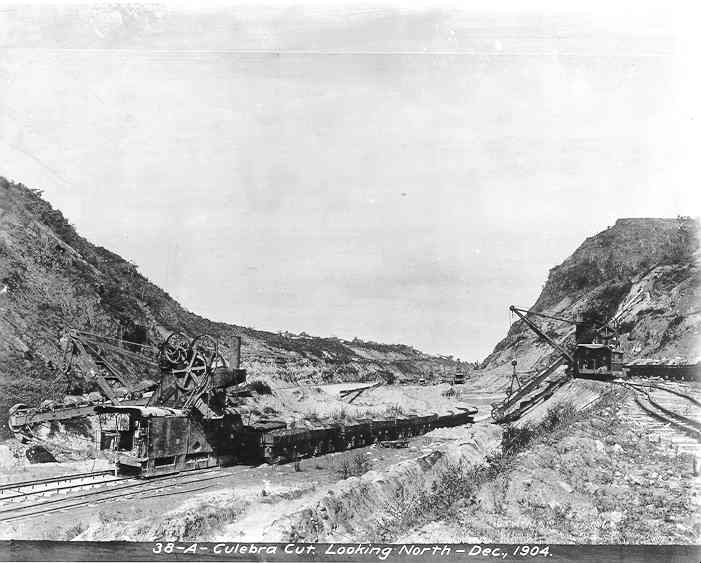
Az építkezés 1904-ben
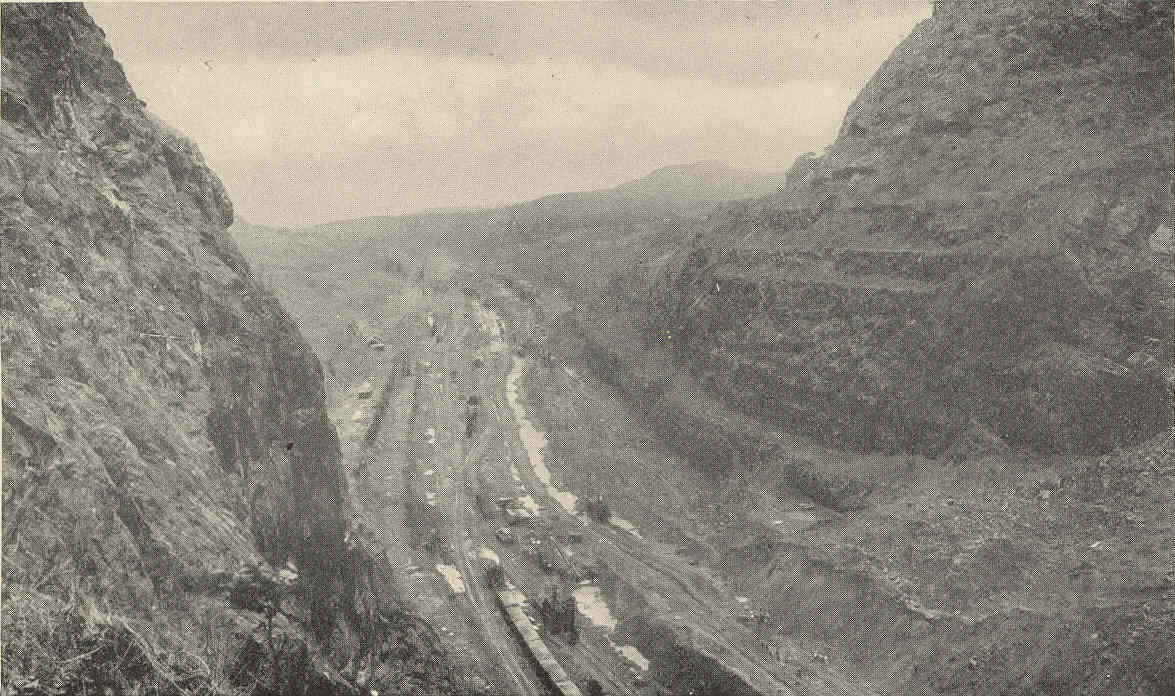
Az építkezés 1913-ban
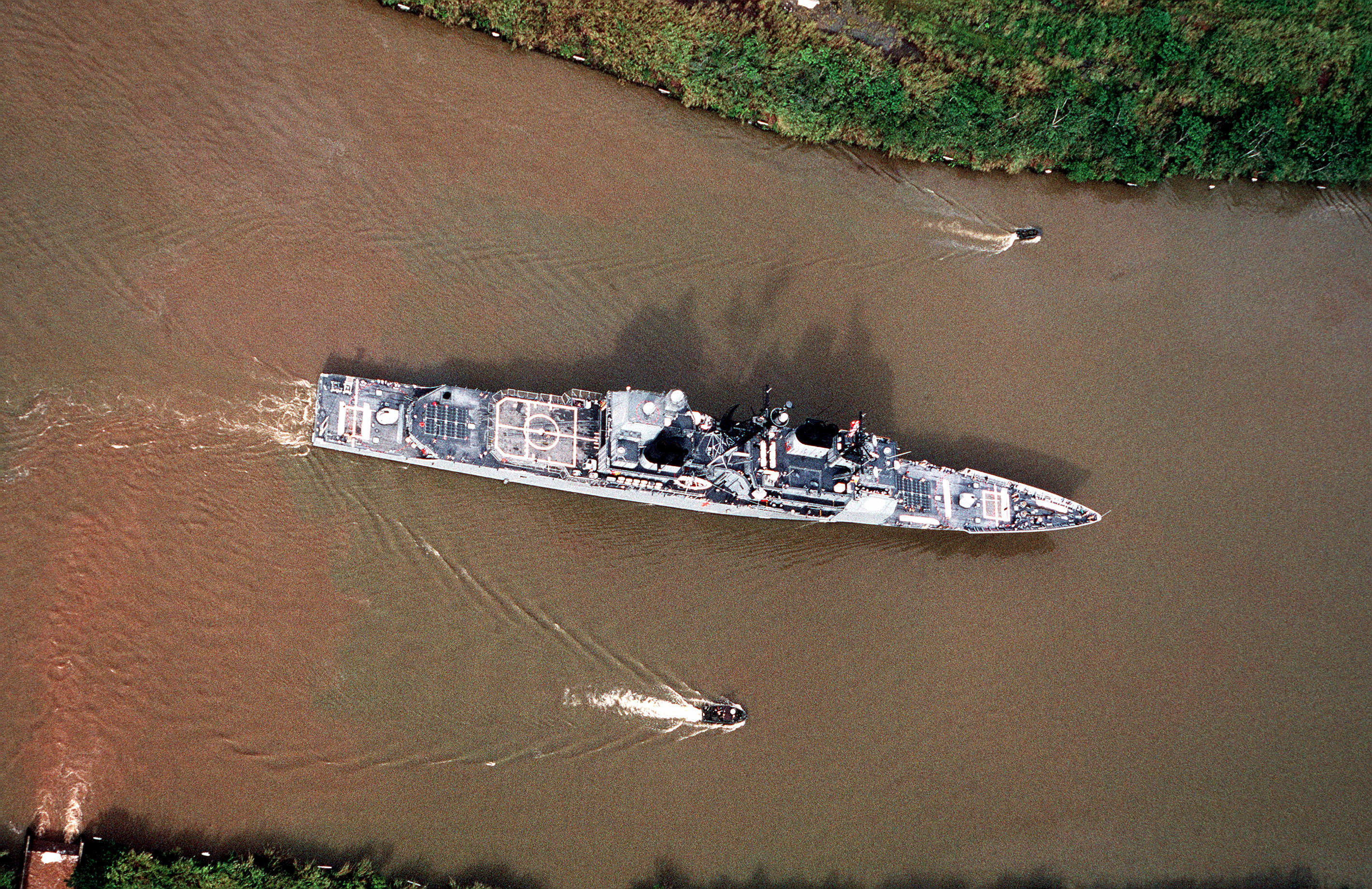
Amerikai hajó az átvágásban (1989)
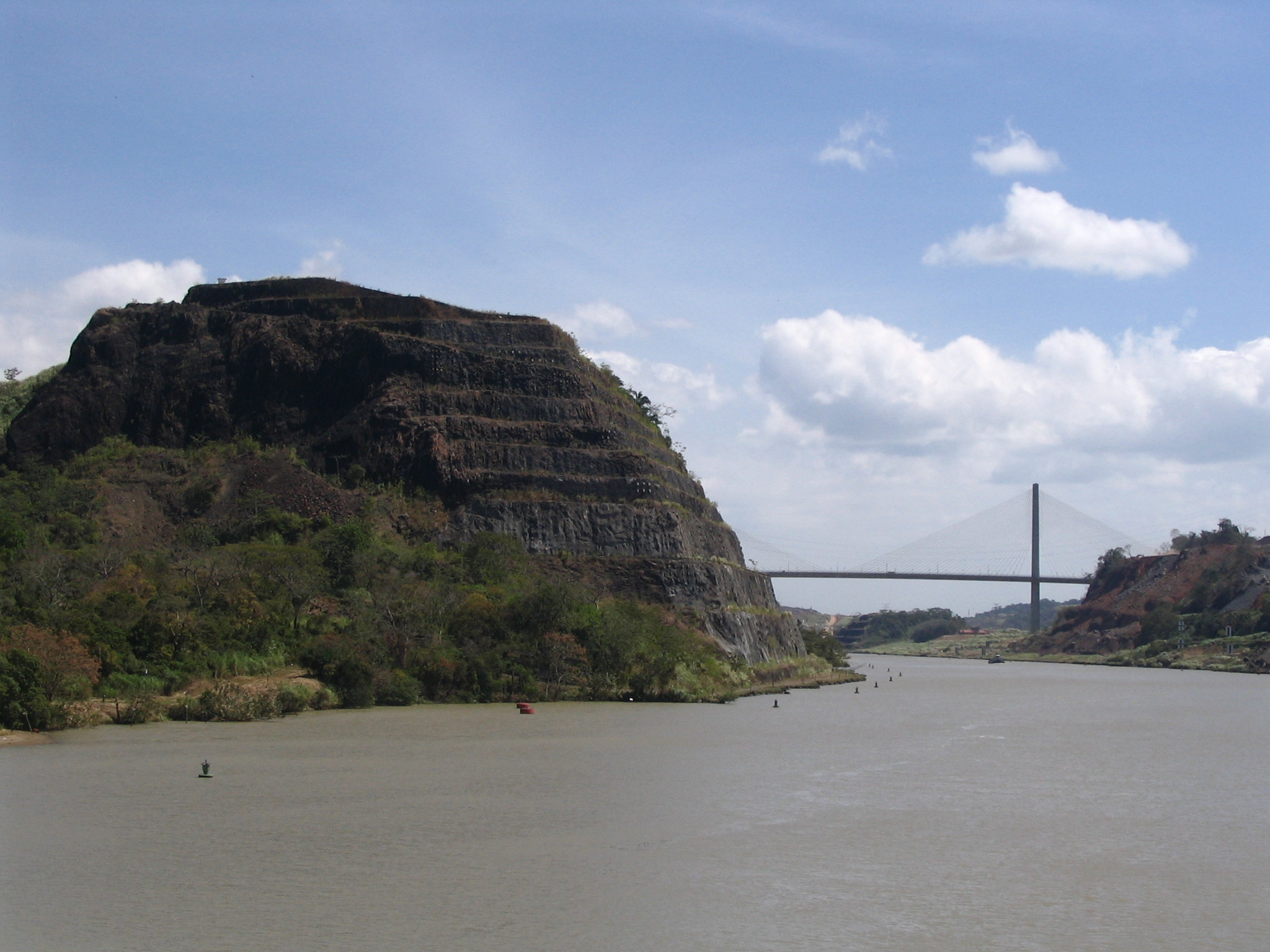
A Centenáriumi híd